# Boarmia griseifusa
Boarmia griseifusa är en fjärilsart som beskrevs av Jinhaku Sonan 1928. Boarmia griseifusa ingår i släktet Boarmia och familjen mätare. Inga underarter finns listade i Catalogue of Life.